# عبد الحفيظ العريش
عبد الحفيظ العريش (بالإنجليزية: Abdul-Hafeedh Arbeesh) (مواليد 23 يوليو 1963) هو لاعب كرة قدم ليبي محترف، ومدرب. لعب في مركز الدفاع لنادي المدينة. بدأ مسيرته التدريبية عام 1998. درّب أندية المدينة، ووفاق صبراتة، ونادي الشط، والعروبة، وخليج سرت، والهلال، ودارنس.
تولى تدريب المنتخب الليبي لكرة القدم من مارس 2012 حتى سبتمبر 2013.